# Пелопонески савез
Пелопонески савез или Пелопонеска лига је савез полиса на Пелопонезу у VI  и  V веку п. н. е.

## Име
Пелопонеска лига је савремени назив који је дат спартанском систему савеза, али је нетачан јер су постојали чланови ван Пелопонеза, а то заправо није била лига. Древни назив Савеза био је „Лакедемонци и њихови савезници“. Ово је такође погрешно, јер је Спарта могла имати савезнике изван Пелопонеског савеза.

## Формирање савеза
До краја VI века Спарта постаје најјача држава Пелопонеза. Следећи по снази је био Аргос. Спарта је добила два моћна савезника Коринт и Елис, помажући им. Коринту је помогла да се реши тираније, а Елису да има Олимпијске игре. Кад је Спарта победила Тегу у рату око граница понудила је стални обрамбени савез.
Многи други полиси централног и северног Пелопонеза приступили су савезу. Тако су Пелопонеском савезу припадали сви осим Аргоса и Ахеје.
Победом над Аргосом 546. п. н. е. Спарта показује потпуну доминацију на Пелопонезу.

## Организација
Пелопонески савез је организован са Спартом као хегемоном, а савет савезника састављен од два различита тела имао је контролну функцију.
Та тела су била скупштина Спартанаца и Конгрес Савезника. Свака од државица имала је један глас на Конгресу Савезника. Данак се није плаћао осим у случају рата, када се могла захтевати трећина војске за потребе савеза. Само је Спарта могла сазивати Конгрес Савеза. Савез се склапао само са Спартом. Иако је свака држава имала један глас, Спарта није била обавезна да се придржава било које резолуције савеза. Тако да Пелопонески савез заправо и није био савез, јер није обавезивао Спарту.
Савез је омогућавао заштиту и сигурност за чланове савеза, а посебно за Спарту. То је био врло стабилан савез, који је подржавао олигархије, а супростављао се тиранијама.

## Трансформације савеза
После Грчко-персијских ратова савез се био претворио у хеленски савез (грчки савез), а укључивао је [[Античка Атина|Атину и друге полисе.
После се Спарта повлачи из Хеленског савеза и поново окупља старе савезнике у Пелопонески савез, а Атина води Делски савез. Та два савеза долазе у сукоб током Пелопонеског рата.